# Schosshalde/Obstberg
Schosshalde/Obstberg ist ein kleineres Quartier der Stadt Bern. Es gehört zu den 2011 bernweit festgelegten 114 gebräuchlichen Quartieren und liegt im Stadtteil IV Kirchenfeld-Schosshalde, dort im statistischen Bezirk Schosshalde. Es grenzt an Rosengarten, Schönberg/Bitzius, Wyssloch, Egelmoos, Gryphenhübeli/Thunplatz, den Bärenpark und Altenberg.
Im Jahr 2022 lebten im Quartier 2025 Personen, davon 1790 Schweizer und 235 Ausländer.
Der Name Schosshalde wird auf die Moränenterrasse zwischen Schosshaldenstrasse, Schosshaldenwald, Oberer Zollgasse, Buchserstrasse und Egelgasse zurückgeführt. Obstberg war der Name eines Landhauses am Aargauerstalden.
Vor 1880 entstanden auf dem Obstberg nur zwei einfache Wohnhäuser. Zwischen 1890 und 1914 wurde das Quartier zwischen Kleinem Muristalden, der Laubegg- und der Schosshaldenstrasse nahezu vollständig überbaut und bekam das heutige Erscheinungsbild – zumeist Reihenmehrfamilienhäuser für den gehobenen Mittelstand. Die imposanteste Überbauung ist die von Jakob Glur am Obstbergweg errichtete «Backsteinsiedlung» von 1893 bis 1902.